# Liste der Weihbischöfe in Wien

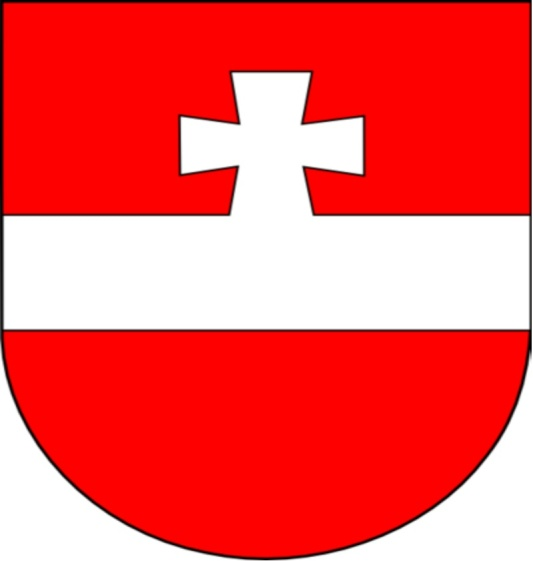
Bistumswappen

In der Liste der Weihbischöfe in Wien sind alle Weihbischöfe im Bistum/Erzbistum Wien aufgeführt, die von 1673 bis heute (2013) tätig waren oder sind:
| Nr. | Bischof                                   | von  | bis  | Anmerkung | Darstellung | Wappen |
| --- | ----------------------------------------- | ---- | ---- | --- | ----------- | ------ |
| 01  | Johannes Schmitzberger OSB                | 1673 | 1683 | * 1630 in Neukirchen bei Lambach (Österreich), 1649 Ordensprofeß, 1651 zum Priester geweiht, ab 1669 Abt des Schottenstiftes, am 18. Dezember 1673 zum Weihbischof in Wien und Titularbischof von Helenopolis in Bithynia ernannt, konsekriert am 28. Jänner 1674, † 28. August 1683 |             |        |
| 02  | Joseph Heinrich von Braitenbücher         | 1728 | 1749 | * 14. April 1676 in Wien, am 1. August 1699 zum Priester geweiht, am 12. April 1728 zum Weihbischof in Wien und zum Titularbischof von Antigonea, ernannt, konsekr. am 16. Mai 1728, † 24. Februar 1749 |             |        |
| 03  | Franz Xaver Anton Marxer                  | 1748 | 1775 | * 20. Mai 1704 in Heiligenkreuz bei Tisis, am 22. Mai 1728 zum Priester geweiht, am 6. Mai 1748 zum Weihbischof in Wien und Titularbischof von Chrysopolis in Arabia ernannt, † 25. Mai 1775 |             |        |
| 04  | Adam Dwerditsch                           | 1775 | 1778 | * 3. Februar 1715 in Sierndorf am 25. März 1738 zum Priester geweiht, am 17. Juli 1775 zum Weihbischof in Wien und zum Titularbischof von Paphus ernannt, konsekriert im August 1775, † 8. Februar 1778 |             |        |
| 05  | Edmund Maria Josef Artz von und zu Vasegg | 1778 | 1805 | * 12. Mai 1739 in Einsberg, am 22. Februar 1766 in Trient (Italien) zum Priester geweiht, am 28. September 1778 zum Weihbischof in Wien und zum Titularbischof von Teos, ernannt, † 3. Mai 1805 |             |        |
| 06  | Anton Maria Martin von Stegner            | 1778 | 1778 | * 11. November 1710 in Wien, am 17. Jänner 1734 zum Priester geweiht, am 30. März 1778 zum Weihbischof in Wien und Titularbischof von Corycus ernannt, konsekr. am 3. Mai 1778, † 28. Mai 1778 |             |        |
| 07  | Anton Kautschitz                          | 1805 | 1807 | * 8. Dezember 1743 in Idria, am 20. Oktober 1761 Mitglied der SJ, am 30. November 1773 zum Priester geweiht, 1777 in Wien inkardiniert, am 23. September zum Weihbischof in Wien und Titularbischof von Zela ernannt, konsekriert am 3. November 1805, am 15. Juli 1807 Bischof von Laibach, † 17. März 1814                                                                            |             |        |
| 08  | Johann Nepomuk von Dankesreither, OSB     | 1807 | 1816 | * 22. Jänner 1750 in Wien, 1786 Ordensprofeß, am 6. März zum Ordenspriester geweiht, 1783 in Wien inkardiniert, am 24. August 1807 zum Weihbischof in Wien und Titularbischof von Pella konsekr. am 8. November 1807, am 30. Juni 1816 Bischof von St. Pölten † 10. Juni 1823 |             |        |
| 09  | Matthias Paulus Steindl                   | 1817 | 1828 | * 24. September 1761 in Wieden, am 27. Juli 1788 zum Priester geweiht, am 14. April 1817 zum Weihbischof in Wien und Titularbischof von Antaeopolis ernannt, konsekr. am 15. Mai 1817, † 2. Mai 1828 |             |        |
| 010 | Johann Michael Leonhard                   | 1828 | 1835 | * 23. September 1782 in Grafenwörth, am 24. August 1806 zum Priester geweiht, am 15. Dezember 1828 zum Weihbischof in Wien und Titularbischof von Alalis ernannt, konsekr.am 11. Jänner 1829, am 20. Februar 1835 Bischof von St. Pölten, am 19. Februar 1835 Militärbischof von Österreich und am 1. Februar 1836 Titularbischof von Diocletianopolis in Palaestina, † 19. Jänner 1863 |             |        |
| 011 | Anton Aloys Buchmayer                     | 1835 | 1842 | * 8. Juni 1770 in Waidhofen an der Ybbs, am 8. Juli 1792 in St. Pölten zum Priester geweiht, am 6. April 1835 zum Weihbischof in Wien und Titularbischof von Helenopolis in Bithyna ernannt, am 28. Dezember 1842 Bischof von St. Pölten, † 2. September 1851 |             |        |
| 012 | Matthias Pollitzer                        | 1843 | 1850 | * 21. Februar 1786 in Oblaß, am 22. September 1809 in St. Pölten zum Priester geweiht, am 19. Juni 1843 zum Weihbischof in Wien und Titularbischof von Telmissus ernannt, konsekr. 23. Juli 1843, † 12. September 1850 |             |        |
| 013 | Franz Xaver Zenner                        | 1851 | 1861 | * 11. November 1794 in Wien, am 30. August 1818 zum Priester geweiht, am 17. Februar 1851 zum Weihbischof in Wien und Titularbischof von Sarepta ernannt, † 29. Oktober 1861 |             |        |
| 014 | Eduard Angerer                            | 1876 | 1898 | * 6. Dezember 1816 in Wien, am 24. Juli 1841 zum Priester geweiht, am 26. Juni 1876 zum Weihbischof in Wien und Titularbischof von Alalis ernannt, konsekr. am 16. Juli 1876, am 26. Juni 1890 Titularerzbischof von Selymbria, † 22. August 1898 |             |        |
| 015 | Johann Baptist Schneider                  | 1896 | 1905 | * 28. Mai 1840 in Gaweinstal (Österreich), am 19. Juli 1864 zum Priester geweiht, am 25. Juni 1896 zum Weihbischof in Wien und Titularbischof von Parnassus ernannt, konsekr. am 23. August 1896, † 26. Jänner 1905 |             |        |
| 016 | Laurentius Mayer                          | 1899 | 1912 | * 26. Juli 1828 in Markgrafneusiedl (Österreich), am 5. August 1853 zum Priester geweiht, am 11. Jänner 1899 zum Weihbischof in Wien und Titularbischof von Dioclea ernannt, konsekr. am 22. Jänner 1899, † 13. Mai 1912 |             |        |
| 017 | Godfried Marschall                        | 1901 | 1911 | * 1. Oktober 1840 in Staatz (Österreich), am 24. Juli 1864 zum Priester geweiht, am 15. Jänner 1901 zum Weihbischof in Wien und Titularbischof von Orthosias in Caria ernannt, † 23. März 1911 |             |        |
| 018 | Hermann Zschokke                          | 1910 | 1920 | * 16. Juni 1838 in Böhmisch-Leipa, am 25. Juli 1861 zum Priester geweiht, am 17. November 1910 zum Weihbischof in Wien und zum Titularbischof von Caesarea Philippi ernannt, konsekr. am 11. Dezember 1910, † 23. Oktober 1920 |             |        |
| 019 | Joseph Pfluger                            | 1911 | 1921 | * 17. Februar 1857 in Raab, am 24. Juli 1881 zum Priester geweiht, am 30. November 1911 zum Weihbischof in Wien und Titularbischof von Harpasa ernannt, konsekr. am 17. Dezember 1911, am 29. Jänner 1927 Titularerzbischof von Macra, † 10. Jänner 1929 |             |        |
| 020 | Ernst Karl Jakob Seydl                    | 1918 | 1952 | * 8. Oktober 1872 in Mnischek, am 25. Juli 1895 zum Priester geweiht, am 30. September 1918 zum Weihbischof in Wien und Titularbischof von Eucarpia, konsekr. am 30. November 1918, † 27. September 1952 |             |        |
| 021 | Franz Kamprath                            | 1929 | 1952 | * 29. Oktober 1871 in Neutitschein, am 25. Juli 1894 zum Priester geweiht, am 15. Februar 1929 zum Weihbischof in Wien und Titularbischof von Stadia, am 18. Mai 1944 Titularerzbischof von Carpathus, † 8. April 1952 |             |        |
| 022 | Franz Jáchym                              | 1950 | 1984 | * 3. September 1910 in Wien, am 19. Juli 1936 zum Priester geweiht, am 23. Jänner 1950 zum Koadjutorbischof von Wien und Titularerzbischof von Maronea ernannt, konsekr. am 19. Mai 1950, am 10. Mai 1956 Weihbischof in Wien, † 29. November 1984 |             |        |
| 023 | Joseph Streidt                            | 1956 | 1961 | * 20. März 1905 in Wien, am 19. Juli 1931 zum Priester geweiht, am 3. August 1956 zum Weihbischof in Wien und Titularbischof von Macri ernannt, konsekr. am 28. Oktober 1956, † 28. Jänner 1961 |             |        |
| 024 | Jakob Weinbacher                          | 1962 | 1985 | * 20. Dezember 1901 in Wien, am 20. Juli 1924 zum Priester geweiht, am 4. Juni 1962 zum Weihbischof in Wien und Titularbischof von Thala ernannt, konsekr. am 1. Juli 1962, † 15. Juni 1985 |             |        |
| 025 | Karl Moser                                | 1969 | 1991 | * 9. Jänner 1914 in Förthof/Stein an der Donau, am 30. Oktober 1938 zum Priester geweiht, am 9. Juli 1969 zum Weihbischof in Wien und Titularbischof von Absorus ernannt Bischofsweihe am 12. Oktober 1969, † 29. September 1991 |             |        |
| 026 | Florian Kuntner                           | 1977 | 1994 | * 22. März 1933 in Kirchberg am Wechsel am 29. Juni 1957 zum Priester geweiht, am 30. September 1977 zum Weihbischof in Wien und Titularbischof von Hirina ernannt, Bischofsweihe am 20. November 1977, † 30. März 1994 |             |        |
| 027 | Helmut Krätzl                             | 1977 | 2008 | * 23. Oktober 1931 in Wien, am 29. Juni 1954 zum Priester geweiht, am 30. September 1977 zum Weihbischof in Wien und Titularbischof von Heraclea Pontica ernannt, Bischofsweihe am 20. November 1977, emeritiert am 6. März 2008, † 2. Mai 2023 |             |        |
| 028 | Alfred Kostelecky                         | 1986 | 1990 | * 15. Mai 1920 in Wien, am 29. Juni 1948 zum Priester geweiht, am 12. November 1986 zum Weihbischof in Wien und Titularbischof von Aggar ernannt, Bischofsweihe am 14. Dezember 1986, am 10. Februar 1990 Militärbischof von Österreich und Titularbischof von Wiener Neustadt, † 23. Februar 1994                                                                                      |             |        |
| 029 | Kurt Krenn                                | 1987 | 1991 | * 28. Juni 1936 in Rannariedl, am 7. Oktober 1962 in Linz zum Priester geweiht, am 3. März 1987 zum Weihbischof in Wien und Titularbischof von Aulon ernannt, Bischofsweihe am 26. April 1987, am 11. Juli 1991 Bischof von St. Pölten, emeritiert am 7. Oktober 2004, † 25. Jänner 2014                                                                                                |             |        |
| 030 | Christoph Schönborn OP                    | 1991 | 1995 | * 22. Januar 1945 in Skalken bei Leitmeritz, Böhmen, am 27. Dezember 1970 zum Ordenspriester geweiht, am 11. Juli 1991 zum Weihbischof in Wien und zum Titularbischof von Sutrium ernannt, Bischofsweihe am 29. September 1991, am 13. April 1995 zum Koadjutorbischof von Wien ernannt.                                                                                                |             |        |
| 031 | Alois Schwarz                             | 1996 | 2001 | * 14. Juni 1952 in Hollenthon, Niederösterreich, am 29. Juni 1976 zum Priester geweiht, am 27. Dezember 1996 zum Weihbischof in Wien und zum Titularbischof von Mathara in Numidia ernannt, Bischofsweihe am 22. Februar 1997, am 22. Mai 2001 zum Bischof von Gurk ernannt. |             |        |
| 032 | Ludwig Schwarz SDB                        | 2001 | 2005 | * 4. Juni 1940 in Bratislava, Slowakei, am 29. Juni 1964 zum Ordenspriester geweiht, am 15. Oktober 2001 zum Weihbischof in Wien und zum Titularbischof von Simidicca ernannt, Bischofsweihe am 25. November 2001, am 6. Juli 2005 zum Bischof von Linz ernannt |             |        |
| 033 | Franz Scharl                              | 2006 |      | * 5. März 1958 in Oberndorf bei Salzburg, am 29. Juni 1990 zum Priester geweiht, am 9. Februar 2006 zum Weihbischof in Wien und zum Titularbischof von Ierafi ernannt, Bischofsweihe am 23. April 2006 |             |        |
| 034 | Stephan Turnovszky                        | 2008 |      | * 21. Juni 1964 in Luzern (Schweiz), am 29. Juni 1998 zum Priester geweiht, am 6. März 2008 zum Weihbischof in Wien und zum Titularbischof von Ancusa ernannt, Bischofsweihe am 12. Mai 2008 |             |        |